# Humiliació

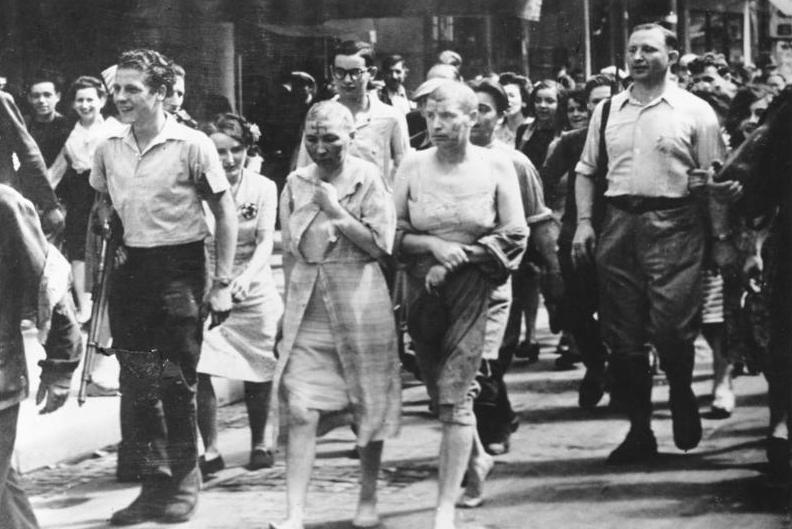
París 1944: Dones acusades de col·laborar amb els nazis, fetes desfilar pels carrers descalces, afaitades, i amb cremades en forma de esvàstica s en els seus rostres.

Es considera humiliació qualsevol tipus d'acte que denigri públicament o personalment a un ésser humà, així com la seva cultura, la seva dignitat, el seu sexe, el seu  origen ètnic, la seva religió, el seu pensament, el seu nivell econòmic, els seus coneixements, etcètera. Algunes formes de tortura van acompanyades d'humiliacions públiques que busquen perjudicar la dignitat del subjecte.  Diverses  organitzacions defensores dels drets humans en el món consideren la humiliació com una forma de tortura passiva que viola els drets humans.
La humiliació és considerada com una forma d'assetjament, especialment aplicada en context escolar o  laboral.

## Legislacions
Algunes legislacions en Europa i en Amèrica preveuen  sancions per la humiliació deliberada.